# Grisselklobben (vid Gunnarsten, Brändö, Åland)
Grisselklobben är ett skär i Åland (Finland). Det ligger i Skärgårdshavet och i kommunen Brändö i landskapet Åland, i den sydvästra delen av landet. Ön ligger omkring 60 kilometer öster om Mariehamn och omkring 220 kilometer väster om Helsingfors.
Öns area är 2,2 hektar och dess största längd är 190 meter i nord-sydlig riktning. Trakten är glest befolkad. Närmaste större samhälle är Kumlinge, 12,3 km väster om Grisselklobben.